# Інна Данилюк
Інна Данилюк (4 березня 1987, Житомир — українська письменниця, літературна редакторка, літературознавиця. Авторка книжок для дітей Чарівні Дракони острова Ґозо, Пірнути в Київське море, книжкова оглядачка для BaraBooka. Простір української дитячої книги.

## Життєпис
Інна Данилюк народилася у 1987 році. Закінчила Київський національний університет імені Тараса Шевченка. Кваліфікація – магістр філології, літературознавець, викладач-дослідник української мови і літератури. Дипломну роботу писала про еволюцію та особливості жанру «літературна казка».  Учасниця Всеукраїнського з'їзду молодих письменників, що проходив у Ялті (Крим, 2003). По закінченні університету 9 років працювала редакторкою, журналісткою, сценаристкою, літредакторкою на телебаченні та у друкованих ЗМІ.
Літредакторка текстів для сайту «Я пишу з війни», та «Видавництво Старого Лева». Окрема пристрасть письменниці – це мови. Вивчала польську, чеську, англійську та перську. 
2015-го року разом із друзями заснувала кіношколу Ukrainian Cinema Village . Співпрацювала з найвідомішими фільммейкерами України . Від 2020-го вивчає літературу для дітей у творчій групі Оксани Лущевської «СТОРІ+Я» та з «Litosvita».
З початку повномасштабного вторгнення Росії в Україну живе та працює в Республіці Мальта.

## Творчість
У 2008 році стала лавреаткою Міжнародної українсько-німецької премії ім. О. Гончара за добірку новел для дорослих. Одна з новел тієї добірки, «Так звір за звіром тужить», опублікована в журналі «Неопалима купина» (2009), ще одна, «До лелек», – в «Українській літературній газеті» (2022).
Дебютна книжка авторки, що написана на мальтійському острові, Чарівні Дракони острова Ґозо вийшла у 2024 році у видавництві Чорні Вівці . Це історія дружби української дівчинки Юлії, що опинилася на острові через війну, та місцевого хлопчика Джуліана. У виданні йдеться про екологію, цінність життя та важливість підтримки. Повість отримала премію «Гуманна книжка» від UAnimals. Також увійшла до переліку найкращих дитячих та підліткових книжок 2024 за версією PEN Ukraine .
Повість Пірнути в Київське море, що вийшла друком у Видавництві Старого Лева (2024), про хлопчика Устима, який проводить літні канікули на Київському морі, його заняття в школі вітрильного спорту та мрії про навколосвітню подорож на яхті. При написанні авторка консультувалася з мандрівником-яхтсменом Валерієм Петущаком. Видання увійшло до короткого списку найкращих дитячих та підліткових книжок 2024 від БараБуки; також відзначено Українським ПЕНом та Читомо  як одна з найкращих книжок для дітей та підлітків.

## Книжки для дітей
- 2024 — Чарівні Дракони острова Ґозо, Чорні вівці
- 2024 — Пірнути у Київське море, Видавництво Старого Лева
- 2024 — Збірка оповідань для підлітків Кутя-челендж та інші різдвяні оповідання, Видавництво Старого Лева

## Відзнаки
- 2004 — Перемога у Міжнародному конкурсі знавців української мови імені Петра Яцика
- 2008 — Міжнародна премія імені Олеся Гончара за добірку новел для дорослих.
- 2024 — Книжка Чарівні Дракони острова Ґозо отримала премію за популяризацію гуманного ставлення до тварин від UAnimals.
- 2024 — Книжка Пірнути в Київське море здобула перемогу у номінації «Художня проза для молодшого шкільного віку» від лабораторії дитячого читання BaraBooka та увійшла до короткого списку (25 найменувань) найкращих дитячих та підліткових книжок 2024 від БараБуки Топ БараБуки 2024.